# Семейный круг (фильм)
«Семейный круг» — советский фильм 1979 года режиссёра Владимира Довганя.

## Сюжет
Народный судья Сомова рассматривает дело о разводе супругов Медведевых, это рядовое дело заставляет её задуматься о своём разрыве с мужем, конфликте с детьми.
Она всю себя отдавала работе, жертвуя для нее даже тем временем, которое могла бы посвятить своим детям. Поэтому дочь обижается, когда мать очередной раз из—за занятости не приходит поздравить ее с днем рождения, а сын возмущён тем, что мать выступает против его брака только потому, что несовершеннолетний брат невесты находится в тюрьме. Занимаясь делом о разводе супругов Медведевых, Сомова начинает задумываться и над своей жизнью и понимает, что, полностью отдаваясь работе, она обделила своих близких заботой и теплом, а потому в давнишнем разрыве с мужем, в конфликтах с детьми, в собственном одиночестве есть доля и её вины.

А фильм про то, как она теряет детей, вернее, обнаруживает, что потеряла. Не потому, конечно, что сын женится, да и дочь, по-видимому, не засидится в девицах — это-то как раз нормальный, естественный ход жизни,— а потому, что мать стала для них вроде бы чужим, во всяком случае, не очень нужным человеком.

Почему лишена личного счастья судья Сомова? Почему ее детям выпала внесемейная, не обогащенная нравственным и душевным опытом родителей юность? Автор представляет на зрительский суд «модель» современной деловой женщины. Энергичная, полностью отдающая себя работе героиня, когда речь идет о собственной семье, детях, не всегда оказывается тонко чувствующим и думающим человеком.

## В ролях
- Ада Роговцева — Татьяна Михайловна Сомова, судья
- Надежда Смирнова — Марина Сомова, её дочь, 16 лет
- Сергей Иванов — Сергей Сомов, её сын, студент, 21 год
- Нина Ургант — Медведева
- Владимир Заманский — Медведев
- Наталья Фоменко — Алена Петрухно, лаборантка в институте, 22 года, девушка Сергея
- Лилия Гурова — Надежда Андреевна Петрухно, мать Алены
- Александр Пороховщиков — Вадим Иванович Сомов, бывший муж Сомовой, инженер-испытатель автомобилей
- Сергей Голованов — отец Сомовой
- Ирина Бунина — Полина Юрьевна, председатель районного суда
- Геннадий Болотов — сослуживец Сомовой
- Неонила Гнеповская — народный заседатель
- Леонид Данчишин — народный заседатель
- Людмила Зверховская — секретарь Полины Юрьевны
- Елена Чекан — Алла, секретарь районного суда
- Вадим Ильенко — Герасим, сослуживец Вадима Ивановича
- Игорь Черницкий — Васенька, официант
- Юрий Пузырёв — корреспондент

## Критика
Семейно-бытовая тематика тут не «утепляющий» фон производственных отношений, а центральный объект исследования. Жаль, что постановщик зачастую довольствуется штампами, которые снижают социальную значимость показанного на экране, не дают увидеть за перипетиями повседневного быта духовное бытие героини.